# Chelorchestia vaggala
Chelorchestia vaggala is een vlokreeftensoort uit de familie van de Talitridae. De wetenschappelijke naam van de soort is voor het eerst geldig gepubliceerd in 1977 door Bowman.